# František Skála

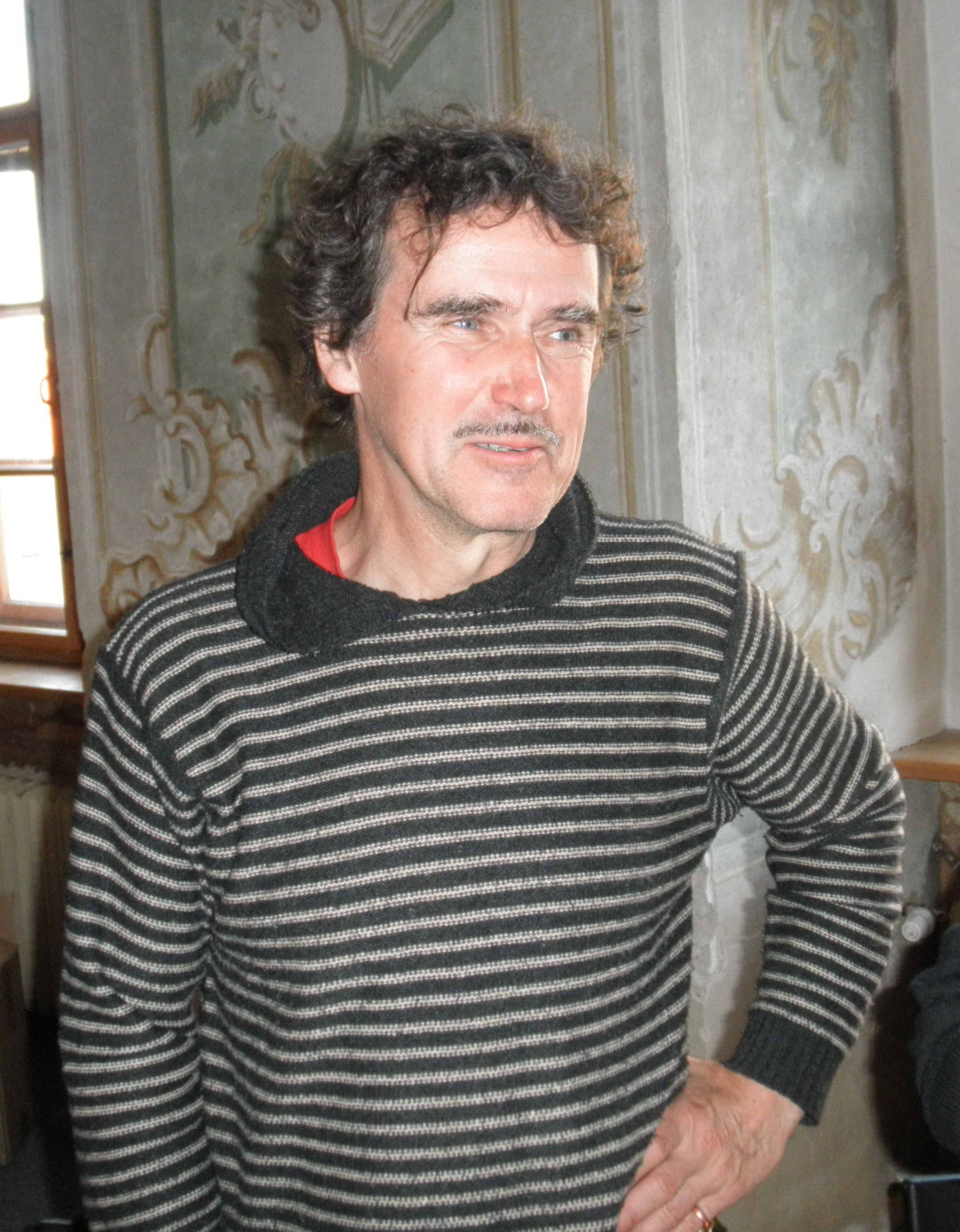
František Skála (2012)

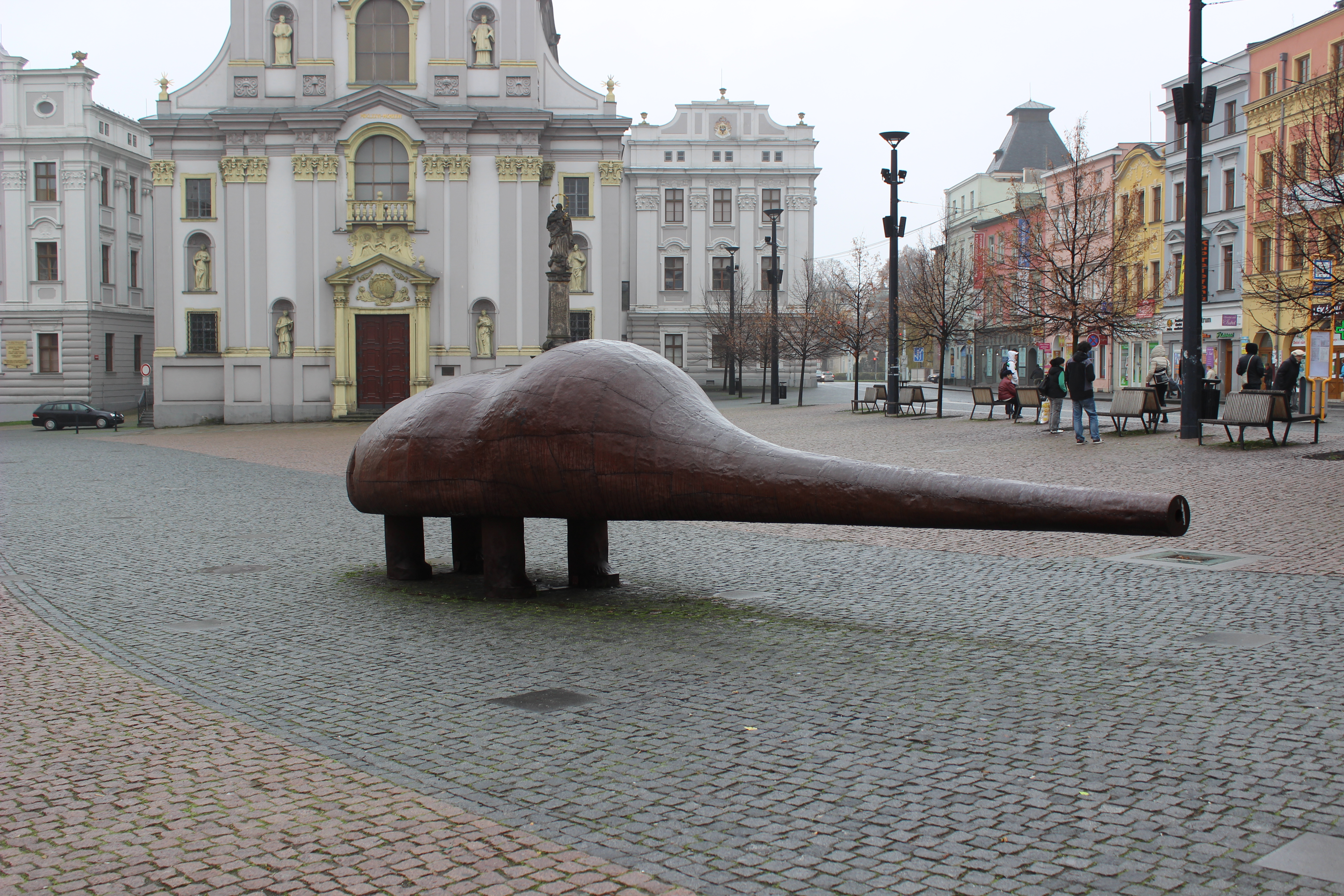
Špion in Ostrava

František Skála (* 7. Februar 1956 in Prag) ist ein tschechischer Bildhauer, Maler und Illustrator.

## Leben
Skála absolvierte eine höhere Schule mit Schwerpunkt Holzschnitzerei und studierte Filmgrafik an der Hochschule für Kunstgewerbe in Prag. 1978 war er Gründungsmitglied der Künstlergruppe Tvrdohlaví („Dickköpfige“). 1993 stellte Skála im tschechischen Pavillon der Biennale di Venezia aus. Er reiste zu Fuß an und präsentierte auf dem Weg entstandene Kunstwerke. Skála hatte unter anderem Einzelausstellungen in der Galerie Rudolfinum 2004 und in der Nationalgalerie Prag 2017. Er besitzt auf dem Dřevíč nordwestlich von Prag einen denkmalgeschützten Meierhof.
Skála verwendet Naturmaterialien, etwa Fundstücken und Treibgut aber auch außergewöhnliche Kunststoffe. Er orientiert sich an Formen aus der Natur oder am Kunsthandwerk archaischer Völker. Ein wesentlicher Bestandteil seiner Kunst sind Fotografie, Illumination und Performance.